# Papet Vaudois

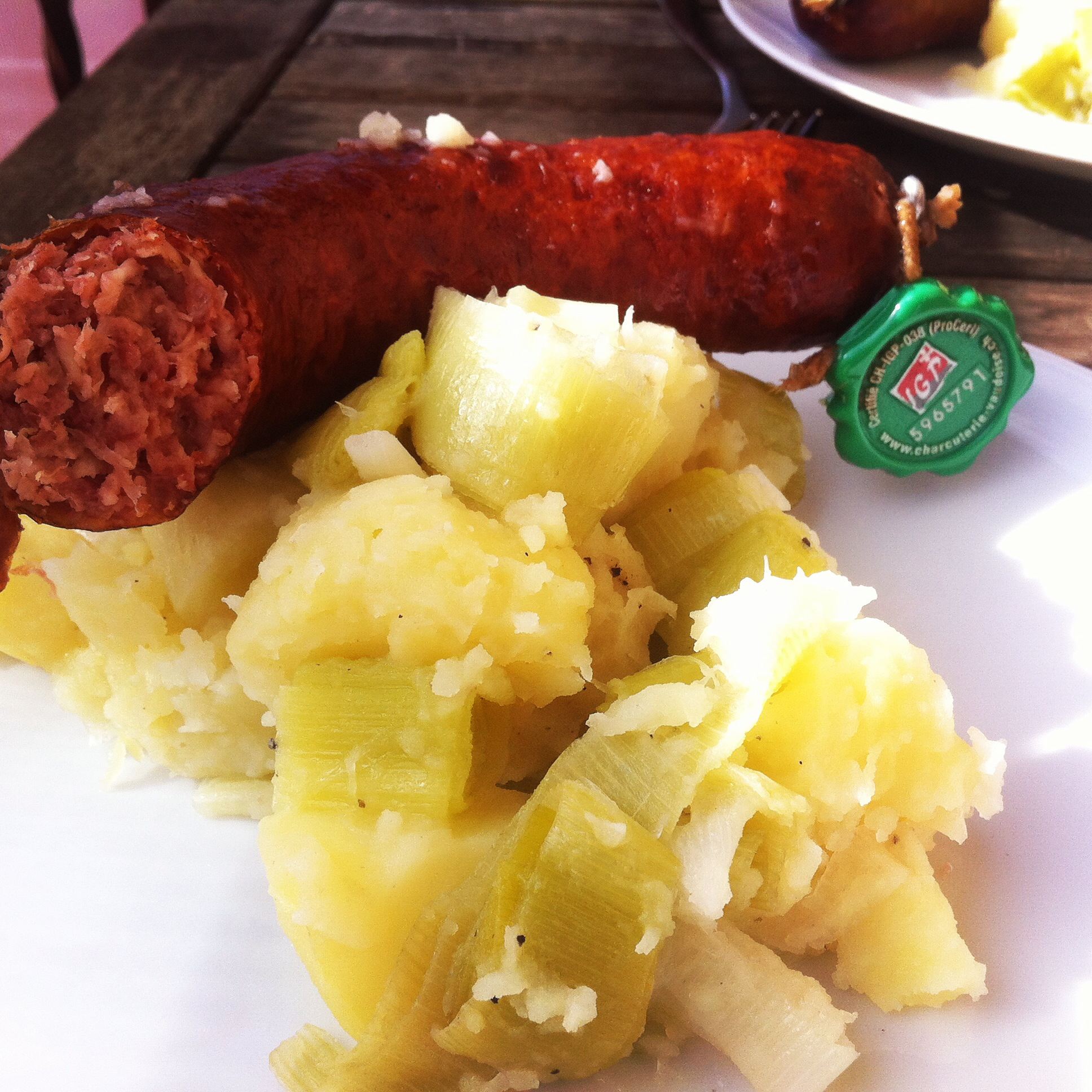
Papet vaudois mit Saucisse aux choux

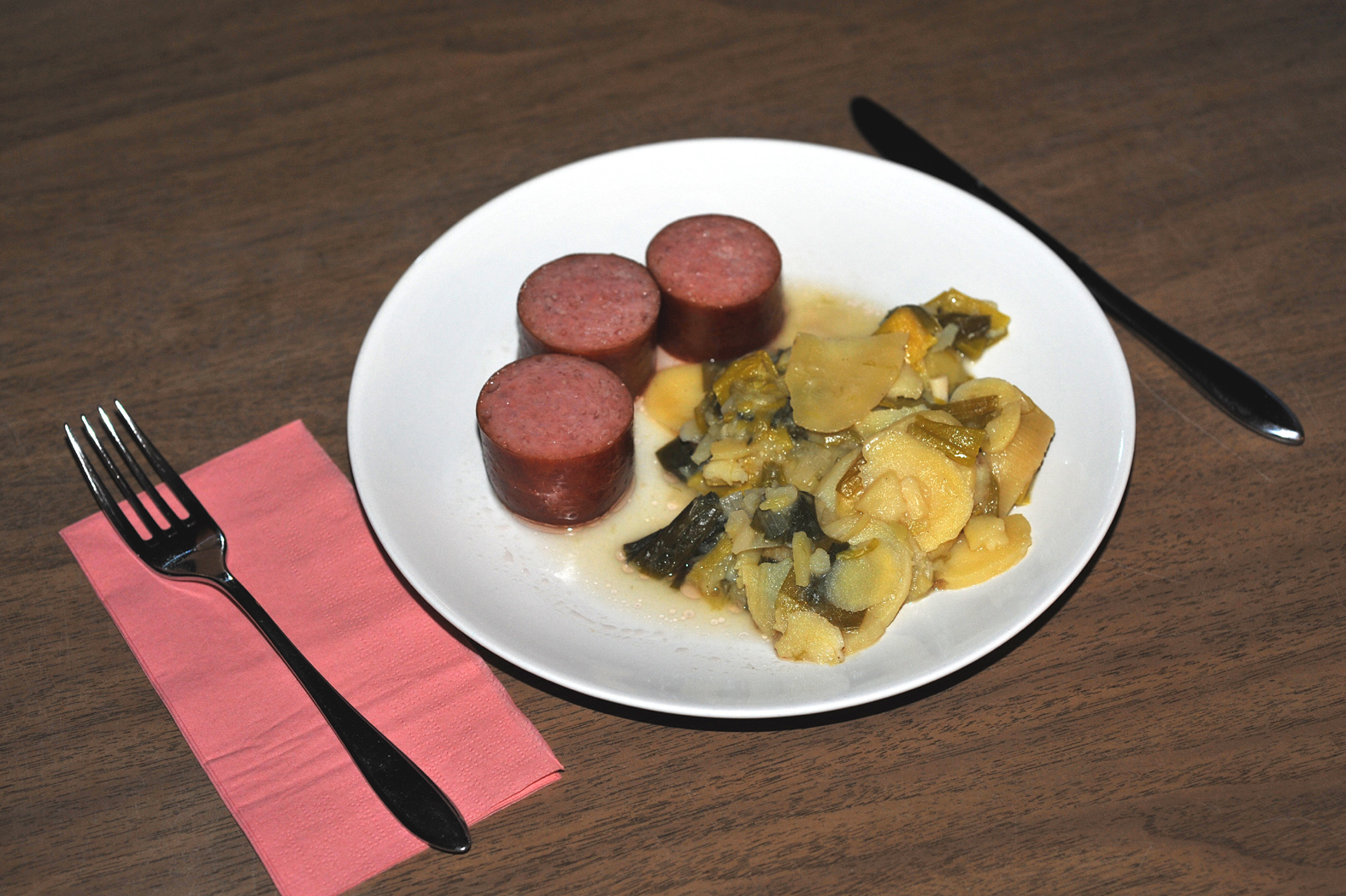
Papet Vaudois als Beilage zu Treberwurst

Der (auch das) Papet vaudois [pa.pɛ vo.dwa] (dt. Waadtländer Eintopf) ist ein traditionelles Eintopfgericht der Waadtländer Küche, bei dem Lauch und Kartoffeln in Weisswein (meist Chasselas) auf kleiner Flamme längere Zeit gar gekocht und zum Schluss mit Rahm verfeinert werden. Dazu gereicht werden auf dem Gemüse gegarter Waadtländer Saucisson, Saucisse aux choux (Waadtländer Kohlwurst) und/oder Boutefas.
Der Papet Vaudois wird auf der Liste der Kulturgüter des Kanton Waadt als immaterielles Kulturgut geführt. Seit 2009 organisiert der Waadtländer Metzgerverband jeweils am 1. Freitag im Oktober die Journée Papet Vaudois.